# Videobox
Videobox (in precedenza ...e viva il videobox) è un programma televisivo italiano di genere talent show, trasmesso su Rai 2 dal 5 dicembre 2022.

## Il programma
Il programma, che si è svolto nella prima edizione presso gli studi di Rai Radio in via Asiago a Roma, successivamente nel ctp di via Teulada, offre un palcoscenico a una varietà di esibizioni musicali, comiche, di magia e altre forme artistiche, mettendo in mostra le diverse capacità di artisti non professionisti.
Tra gli ospiti alcuni volti noti come Francesca Montecchi (performer in Hairspray con Platinette), Caterina Ferri (cantante nel programma E state con noi in tv) e Gloria Conti (showgirl cantante del programma ItaliaSì!).

### Storia
In occasione dell'arrivo di Viva Rai2!, prevista per il 5 dicembre 2022, viene annunciato anche il debutto di ...e viva il videobox, in onda dal medesimo giorno con messa in onda dalle 8:00 alle 8:30. La prima edizione è andata in onda dal 5 dicembre 2022 al 20 giugno 2023.
Dal 26 dicembre 2022 al 6 gennaio 2023, durante la pausa per le festività natalizie, veniva trasmesso il meglio delle prime 15 puntate con il titolo ...e viva il videobox ristretto, in onda per 5 minuti (dalle ore 7:30 alle 7:35 circa) su Rai 2. Dall'8 maggio al 6 giugno 2023, in seguito alla messa in onda di Aracataca - Non voglio cambiare pianeta 2, il programma è andato in onda dalle 8:15 alle 8:30 con il titolo ...e viva il mini videobox.
Il 6 novembre 2023 (in concomitanza con la nuova stagione di Viva Rai2!) è iniziata la seconda stagione e si è conclusa il 10 maggio 2024.
Dal 21 ottobre 2024, inizia la terza edizione. Per l'occasione il programma è diventato semplicemente Videobox e va in onda dalle 8:15 alle 8:30.

## Edizioni
| Edizione | Periodo         | Periodo        | Puntate | Regia              | Location                                                   |
| Edizione | Inizio          | Fine           | Puntate | Regia              | Location                                                   |
| -------- | --------------- | -------------- | ------- | ------------------ | ---------------------------------------------------------- |
| 1ª       | 5 dicembre 2022 | 20 giugno 2023 | 125     | Pietro Pellizzieri | Studi Rai Radio, via Asiago, Roma                          |
| 2ª       | 6 novembre 2023 | 10 maggio 2024 | 118     | Pietro Pellizzieri | Centro di produzione TV Raffaella Carrà, via Teulada, Roma |
| 3ª       | 21 ottobre 2024 | in corso       | 116     | Pietro Pellizzieri | Centro di produzione TV Raffaella Carrà, via Teulada, Roma |

## Programmazione
| Edizione | Rete televisiva | Anno      | Stagione          | Orario    | Durata | Programmazione | Programmazione | Programmazione | Programmazione | Programmazione | Programmazione | Programmazione | Collocazione |
| Edizione | Rete televisiva | Anno      | Stagione          | Orario    | Durata | L              | M              | M              | G              | V              | S              | D              | Collocazione |
| -------- | --------------- | --------- | ----------------- | --------- | ------ | -------------- | -------------- | -------------- | -------------- | -------------- | -------------- | -------------- | ------------ |
| 1ª       | Rai 2           | 2022-2023 | autunno-primavera | 8:00-8:30 | 30 min |                |                |                |                |                |                |                | Day-time     |
| 1ª       | Rai 2           | 2022-2023 | autunno-primavera | 8:15-8:30 | 15 min |                |                |                |                |                |                |                | Day-time     |
| 2ª       | Rai 2           | 2023-2024 | autunno-primavera | 8:00-8:30 | 30 min |                |                |                |                |                |                |                | Day-time     |
| 3ª       | Rai 2           | 2024-2025 | autunno-primavera | 8:15-8:30 | 15 min |                |                |                |                |                |                |                | Day-time     |